# Radio Ga Ga (radijska satira)
Radio Ga Ga je radijska satirična oddaja, ki sta jo 6. aprila 1990 soustvarila Sašo Hribar in Boštjan Škrab. Na sporedu je ob petkih na Radio Prvi, med 10.10 in 11.00 uro dopoldan. Nepogrešljiv del oddaje je tudi Srečo Katona, tonski mojster, ki je zraven vse od začetka in je tudi pogosto omenjen. Nekoč se je za ta format oddaje resno zanimal tudi britanski BBC.
Gre za razvedrilno oddajo/serijo tako z najdaljšim stažem kot neprekinjenim delovanjem, kadarkoli posneto na naših tleh. Starejše oddaje so samo še Ljudje in zemlja (1958), TV Dnevnik (1968) in Tednik (1983). In je recimo samo nekaj mesecev mlajša od kultne risanke Simpsonovi, ki jo sočasno in prav tako enkrat tedensko neprekinjeno, še vedno predvajajo od leta 1989.
Po nenadni smrti Saša Hribarja oddaje med septembrom 2023 in februarjem 2024 ni bilo na sporedu. 9. februarja 2024 se bo oddaja vrnila na spored v nekoliko drugačnem konceptu, z uveljavljenimi imitatorji Tilnom Artačem, Aleksandrom Pozvekom, Juretom Mastnakom in Renatom Vindišem.

## Zgodovina
Prvo oddajo sta skupaj ustvarila Sašo Hribar in Boštjan Škrab. Prvotno se je oddaja predvajala na radiu Ars, trajala pa je osem ur z dolgimi vmesnimi reklamami. Kmalu zatem so se jima v naslednjih oddajah pridružili Tomo Pirc, Robert Škrjanc, Matej Rus in Boštjan Lajovic, ki pa so oddajo hitro zapustili. 1991 se je za kakšno leto pridružil Emil Filipčič, ki je oddajo s svojim oponašanjem v radijski igri in filmu Butnskala delno navdihnil in je dal velik doprinos k sami oddaji. 
Od leta 1992 je imela stalen enourni petkov termin na Radio Prvi, od leta 2009 pa skrajšan na 50 minut. Do leta 2000, ko sta se mu pridružila Jure Mastnak in Jasna Kuljaj, je Hribar s tridesetimi liki oddajo vodil kar sam. Potem so se po vrsti pridružili še Marjan Šarec, Tilen Artač, Jure Godler, Nejc Mravja, Aleksander Pozvek, Marko Cirman, Nejc Krevs in nazadnje Valentina Plaskan.
Ob 30. letnici prve oddaje, so za to priložnost posneli dokumentarni film v režiji Dušana Moravca, ki so ga 7. aprila 2020 predvajali na prvem programu RTV Slovenija.

## Avizo
16. januarja 1984 je skupina Queen izdala uspešnico "Radio Ga Ga", katere avtor je bobnar te skupine Roger Taylor. Posneli so jo v Record Plant Studios v Los Angelesu. Skladba po kateri je oddaja dobila ime, so njen avizo uporabljali med leti 1990 in 2022.
Z začetkom 34. sezone je bil v prvi oddaji pogreb aviza "Radio Ga Ga". V nekaj prvih oddajah so uporabljali avtorski avizo z besedilom "Vse kar sliš'mo je Radio Ga Ga". Tekom sezone so še nekajkrat menjali avizo. Trenutni avizo ima besedilo "La la la la la...". 
| Roger Taylor                | Record Plant Studios   |
| --------------------------- | ---------------------- |
| 200x                        | 280x                   |
| avtor skladbe "Radio Ga Ga" | posneto v Los Angelesu |

## Trenutni imitatorji
Izmišljeni liki so zapisani poševno.

### Stalni
| Imitatorji                     | Liki | Liki | Liki | Liki |
| ------------------------------ | --- | --- | --- | --- |
| Tilen Artač (2004–danes)       | - Borut Pahor - Milan Kučan - Zvezdana Mlakar - Svetlana Makarovič - Dimitrij Rupel - Ifigenija - Marijan Pojbič - Miro Serpentinšek - Ivan Serpentinšek - Angelca Likovič - Marcel Štefančič - Elka Strojan | - Mojca Mavec - Jože Potrebuješ - Vinko Gorenak - Ljerka Belak - Gregor Golobič - Tomo Križnar - Andrej Bručan - Zlatko Zahovič - Franc Trček - Violeta Tomić - Petra Kerčmar - Jonas Žnidaršič | - Milan Krek - Zlatan Čordić - Vasko Simoniti - Janez Podobnik - Aleš Primc - Ladislav Troha - Robert Golob - Luka Mesec - E. Stojmenova Duh - Jelko Gros - Pavel Rupar - Vladimir Putin | - Borut Sajovic - Al Pacino - Klemen Boštjančič - Tomo Križnar - Mojca Mavec - Franci Matoz - Aleš Hojs - Matjaž Nemec - Lenart Žavbi - Rosvita Pesek - Sebastijan Cavazza - Simon Maljevac - Herta Kosmina |
| Jure Mastnak (2000–danes)      | - Zmago Sagadin - Srečko Katanec - Branko Grims - Danilo Türk - Miran Ališič - Zoran Janković - Slavoj Žižek - Mirko - Salome                                                                                | - Martin Strel - Franc Kangler - Arnold Schwarzenegger - Luki - Rudl - Kimi Räikkönen - Roman Vodeb - Ivo Milovanovič                                                                           | - Franci Jerančič - Igor Bavčar - Viktor Orbán - Joe Biden - Igor Pirkovič - Janez Janša - Donald Trump - Andrej Stare                                                                   | - Recep Tayyip Erdoğan - Valentino Rossi - Edvard Žitnik - Franc Breznik - Joe Biden - Kim Džong-un - Ši Džinping - Boris Tomašič                                                                           |
| Renato Vindiš (2007–danes)     | - Dejan Židan - Franc Kangler - Tone Vogrinec - Tino Mamić - Zdravko Mamić - Matej Lahovnik - Damjan Murko                                                                                                   | - Zdravko Počivalšek - Aljuš Pertinač - Fredy Miler - Miran Potrč - Rok Snežič - Marjan Batagelj - Jože P. Damijan                                                                              | - Zmago Jelinčič - Mandžukić - Bojan Emeršič - Joc Pečečnik - Franc Pukšič - Igor E. Bergant - Aleksandar Vučić                                                                          | - Matjaž Han - Lojze Peterle - Bojan Požar - Vida Čadonič Špelič - Ivo Boscarol - Volodimir Zelenski |
| Aleksander Pozvek (2012–danes) | - Karel Erjavec - Miroslav Cerar ml. - Janez Zemljarič | - Igor Lukšič - Marjan Šarec - Janez Drnovšek | - Jožef Jerovšek - Uroš Slak - Boris Popovič | - Janez Janša |

### Gostujoči
| Imitatorji     | Liki                                                 | Liki                                               | Liki                                                          |
| -------------- | ---------------------------------------------------- | -------------------------------------------------- | ------------------------------------------------------------- |
| Jasna Kuljaj   | - Helena Blagne - La Toya                            | - Tina Gaber - Melania Trump                       | - Zala Tomašič                                                |
| Alenka Marinič | - Urška Klakočar Zupančič - Tanja Fajon - Saša Petek | - Vesna Milek - Tina Gaber - Giorgia Meloni        | - Kamala Harris - Ursula von der Leyen - Valentina Smej Novak |
| Jure Godler    | - Tony Blair - George W. Bush - Mr. Bean - Milka     | - Gianni - Joe Biden - Boris A. Novak - Karel III. | - Elon Musk - Jure Longyka                                    |
| Jernej Celec   | - Anže Logar - Aljoša Bagola                         | - Jože Robežnik                                    | - Gašper Bergant                                              |

## Nekdanji imitatorji
| Imitatorji                  | Liki                                                                                             | Liki                                                                                     | Liki                                                                               |
| --------------------------- | ------------------------------------------------------------------------------------------------ | ---------------------------------------------------------------------------------------- | ---------------------------------------------------------------------------------- |
| Sašo Hribar (1990–2023)     | - Franc Rode - Janez Janša - Bojan Požar - Guzman - Bernard Brščič                               | - Angela - Bozo - Jelko Kacin - Martelanc - Stane Dolanc                                 | - D. Čermelj - Slavko Kmetič - Vili Kovačič - Boštjan M. Turk                      |
| Valentina Plaskan (do 2023) | - Tanja Žagar - Aleksandra Pivec - Savina Atai - Normativa Sfuzlo - Katarina Keček - Tanja Fajon | - Melania Trump - Valentina Smej Novak - Zdravko Počivalšek - Gregor Perič - Romana Tomc | - Nina Krajnik - Nika Kovač - Lorella Flego - Urška Klakočar Zupančič - Tina Gaber |
| Marjan Šarec                | - Janez Drnovšek - Sašo Peče - Radko Polič - Rac                                                 | - Matevž Krivic - Karel Erjavec                                                          | - Ivan Serpentinšek - Greta                                                        |
| Nejc Mravlja                | - Artur Štern                                                                                    | - Goran Obrez                                                                            | - Maki                                                                             |
| Klemen Slakonja             | - Jan Plestenjak - Fredy Miler                                                                   | - Anžej Dežan                                                                            | - Rok Kosmač                                                                       |
| Marko Cirman                | - Tomaž Hudomalj                                                                                 | - Martina Ratej                                                                          |                                                                                    |
| Ana Tavčar                  | - Angela Merkel                                                                                  | - Tina Maze                                                                              |                                                                                    |
| Jos Zalokar                 | - Janez Zmazek - Žan                                                                             | - Zmago Jelinčič                                                                         |                                                                                    |
| Nejc Krevs                  | - Besedna artilerija                                                                             |                                                                                          |                                                                                    |
| Peter Kosmač                | - Tomaž Gantar                                                                                   |                                                                                          |                                                                                    |

### Ostali
- Tomo Pirc
- Robert Škrjanc
- Matej Rus
- Boštjan Lajovic
- Emil Filipčič
- Mojca Mavec

## Sezone

### Oddaje s Hribarjem (1297)
| Sezona                                              | Sezona | Oddaje | Začetek           | Konec             |
| --------------------------------------------------- | ------ | ------ | ----------------- | ----------------- |
|                                                     | 1–27   | 1000   | 6. april 1990     | 30. avgust 2016   |
|                                                     | 28     | 43     | 2. september 2016 | 30. junij 2017    |
|                                                     | 29     | 44     | 1. september 2017 | 29. junij 2018    |
|                                                     | 30     | 44     | 31. avgust 2018   | 28. junij 2019    |
|                                                     | 31     | 36     | 6. september 2019 | 12. junij 2020    |
|                                                     | 32     | 43     | 4. september 2020 | 2. julij 2021     |
|                                                     | 33     | 41     | 3. september 2021 | 24. junij 2022    |
|                                                     | 34     | 44     | 2. september 2022 | 30. junij 2023    |
|                                                     | 35     | 2      | 1. september 2023 | 8. september 2023 |
| Doslej je bilo predvajanih skupno 1297 rednih oddaj |        |        |                   |                   |

### Nova generacija (56)
| Sezona                                     | Sezona | Oddaje           | Začetek            | Konec           |
| ------------------------------------------ | ------ | ---------------- | ------------------ | --------------- |
|                                            | 1      | 19               | 9. februar 2024    | 21. junij 2024  |
|                                            | 2      | 4                | 13. september 2024 | 4. oktober 2024 |
| 2                                          | 2      | 18. oktober 2024 | 25. oktober 2024   |                 |
| 8                                          | 2      | 8. november 2024 | 27. december 2024  |                 |
| 2                                          | 2      | 10. januar 2025  | 17. januar 2025    |                 |
| 21                                         | 2      | 31. januar 2025  | 20. junij 2025     |                 |
| Doslej je bilo predvajanih 56 rednih oddaj |        |                  |                    |                 |

### Posebne oddaje (5)
| Sezona                                                                               | Sezona | Oddaje          | Datum                             | Opis                              |
| ------------------------------------------------------------------------------------ | ------ | --------------- | --------------------------------- | --------------------------------- |
|                                                                                      | 32     | 1               | 7. april 2020                     | Dokumentarec ob 30. obletnici     |
|                                                                                      | 35     | 1               | 15. september 2023                | Oddaja v slovo Sašu Hribarju      |
| 1                                                                                    | 35     | 9. oktober 2023 | Poklon Hribarju na Avdiofestivalu |                                   |
| "Ultra Trail Vipava Valley – Nova generacija" (posebna terenska oddaja pred publiko) |        |                 |                                   |                                   |
|                                                                                      | 36     | 1               | 26. april 2024                    | v živo (Lavričev trg, Ajdovščina) |
| 3. maj 2024                                                                          | 36     | 1               | radijska premiera na prvem        |                                   |
| "Avdiofestival v živo – Nova generacija" (posebna terenska oddaja pred publiko)      |        |                 |                                   |                                   |
|                                                                                      | 37     | 1               | 7. oktober 2024                   | Avdiofestival Live                |
| 11. oktober 2024                                                                     | 37     | 1               | radijska premiera                 |                                   |
| Predvajanih je bilo skupno 5 posebnih oddaj                                          |        |                 |                                   |                                   |

- posodobitev; 20. junij 2025